# Acacia sousae
Acacia sousae é uma espécie de leguminosa do gênero Acacia, pertencente à família Fabaceae.